# Aschgraue Maus
Die im südwestlichen Australien verbreitete Aschgraue Maus (Pseudomys albocinereus) zählt zur Gattung der Australischen Mäuse. Bezüglich der Gestalt des männlichen Penis ähnelt die Art Pseudomys fumeus und Pseudomys shortridgei. Genetische Studien lassen eher eine nahe Verwandtschaft zu sieben anderen Gattungsmitgliedern vermuten. Laut einer Studie von 1992 bildet die Art innerhalb der noch lebenden Gattungsvertreter mit der Seidigen Australienmaus (Pseudomys apodemoides) eine Entwicklungslinie. In seinem Verbreitungsgebiet hat das Tier den Namen Noodji.

## Merkmale
Das lange Fell der Oberseite hat, wie der Name andeutet, eine graue Farbe. Ein Fleck unter jedem Auge, die Unterseite der Schnauze und die Körperunterseite sind weiß. Typisch sind im Verhältnis zum Körper große Ohren und große Augen. Ein weiteres Kennzeichen ist der fast nackte Schwanz, der etwas länger als Kopf und Rumpf zusammen ist. Er hat bis auf eine schmale braune Linie auf der Oberseite eine rosa Färbung. Auf dem Hinterteil kann das Fell gelbbraune Schattierungen aufweisen. An verschiedenen Stellen treten einzelne, feine, schwarze Haare auf. Die Knochen im hinteren Bereich des Fußes sind sehr schmal. Männchen sind mit einer Kopf-Rumpf-Länge von 63 bis 95 mm, einer Schwanzlänge von 95 bis 105 mm und einem Gewicht von 30 bis 40 g größer als Weibchen, die ohne Schwanz 63 bis 85 mm erreichen, bei einer Schwanzlänge von 85 bis 97 mm und einem Gewicht von 14 bis 29 g.

## Verbreitung
Dieses Nagetier lebt im südwestlichen Teil von Western Australia und fehlt dort im Bereich von Perth sowie auf der äußersten Halbinsel. Die Aschgraue Maus kommt auch auf Bernier Island, Dorre Island und Dirk Hartog Island vor. Sie hält sich in der Vegetationsform Mallee mit Hartlaubgewächsen, auf Buschland mit sandigem Untergrund und auf Heideflächen auf.

## Lebensweise
Die nachtaktiven Individuen ruhen am Tage in tiefen unterirdischen Bauen, versteckt in der Laubschicht oder in ausgehöhlten Baumstämmen, die auf der Erde liegen. Sie fressen in leicht feuchten Jahreszeiten grüne Pflanzenteile und -samen und wechseln in der Trockenperiode zu wirbellosen Tieren über. Bevorzugt werden Pflanzen, die viel Wasser speichern, gefressen. Die Fortpflanzung beginnt im Spätwinter im August und meist folgt ein Wurf mit zwei bis sechs Neugeborenen nach 37 oder 38 Tagen Trächtigkeit. Die Nachkommen können sich nach einem Jahr selbst fortpflanzen. Im östlichen Teil des Verbreitungsgebiets ist die Paarungszeit etwas variabler. Im Gingin Shire fanden Paarungen vier Jahre nach einem Feuer im Herbst statt. Die Aschgraue Maus wird von eingeführten Rotfüchsen, Hunden und Katzen gejagt.

## Gefährdung
Neben den genannten Feinden können sich Landschaftsveränderungen zur touristischen Erschließung von Stränden negativ auswirken. Intensive Brände töten viele Exemplare. Unabhängig davon gilt die Gesamtpopulation als stabil. Die IUCN listet die Art als nicht gefährdet (least concern).